# ألينا بيجوم
ألينا بيجوم (بالإنجليزية: Alina Begum)‏ هي لاعبة كرة الريشة باكستانية وبنغلاديشية، ولدت في عقد 1970.

## وصلات خارجية
- ألينا بيجوم على موقع BWF.tournamentsoftware.com (الإنجليزية)
- ألينا بيجوم على موقع BWFbadminton.com (الإنجليزية)